# Štítné
Štítné, také Štítná, je vesnice, část města Žirovnice v okrese Pelhřimov. Nachází se asi 5,5 km na západ od Žirovnice v nadmořské výšce okolo 570 m. V roce 2009 zde bylo evidováno 77 adres. V roce 2001 zde trvale žilo 156 obyvatel.
Na protáhlé návsi svažující se směrem k Nové Včelnici stojí barokní kaple s věžičkou a zvonem.
Štítné je také název katastrálního území o rozloze 8,4 km2.

## Historie
První písemná zmínka o obci pochází z roku 1381, kdy ves a tvrz s dvorem  patřila Tomáši Štítnému ze Štítného, jedné z předních osobností rané české reformace. Tvrz v pozdější době zanikla; naposled byla uváděna v roce 1564.

## Pamětihodnosti
- Pomník Tomáše ze Štítného (kulturní památka)[9]